# Euploea menamoides
Euploea menamoides is een vlinder uit de familie Nymphalidae. De wetenschappelijke naam van de soort is voor het eerst geldig gepubliceerd in 1904 door Hans Fruhstorfer.